# 瓦尼亞山 (聖托馬斯區)
14°36′25″S 72°27′13″W / 14.60694°S 72.45361°W
瓦尼亞山（Waña），是秘魯的山峰，位於該國南部庫斯科大區，由瓊比維卡省的聖托馬斯區負責管轄，屬於萬索山脈的一部分，海拔高度約5,400米。